# Alexandre de Marenches
Alexandre de Marenches, dit le comte de Marenches, né le 7 juin 1921 à Paris 16e et mort le 2 juin 1995 à Monaco, est un officier et homme d'affaires français, directeur général du Service de documentation extérieure et de contre-espionnage (SDECE) de 1970 à 1981,.

## Biographie

### Origine et jeunesse
Descendant d'une famille originaire du Piémont, installée en Franche-Comté au XVe siècle et anoblie par charge en 1562,, il est le fils du capitaine Charles-Constant-Marie de Marenches (28 novembre 1881 à Lavans-lès-Dole – 2 décembre 1931), saint-cyrien, promotion du Centenaire de la Légion d'honneur (1901-1903), aide de camp du maréchal Foch, représentant du maréchal Pétain auprès du général Pershing avec Aldebert de Chambrun, et de Marguerite Clark de L'Estrade (7 mai 1881, New York – 3 mai 1968, Paris), citoyenne américaine, veuve du président-directeur général d’Ideal Standard Monahan.
Il est élève à l'École des Roches, en Normandie, à partir de 1932. Sa famille possède un château familial également situé en Normandie, ainsi qu'un logement à Paris. Pendant son enfance, sa mère organise des déjeuners avec des amis de la famille tels que les diplomates William C. Bullitt et Robert Murphy. Des médecins découvrant une tache sur ses poumons en novembre 1931, sa mère décide de l'emmener vivre en Suisse, à Montreux. Il y continue ses études à la Villa Saint-Jean. Son père meurt le 2 décembre 1931 alors qu'il n'a qu'une dizaine d'années. Il retourne à l’École des Roches jusqu'en 1939.

### Engagement militaire
Pendant la Seconde Guerre mondiale, d'abord germanophile et pétainiste, il s'engage à 19 ans dans la cavalerie. Après l'entrée en guerre des États-Unis, il fournit des renseignements à l'ambassade américaine à Vichy, avant de gagner clandestinement l'Espagne.
Il rejoint en fin d'année 1942 l'armée française en Afrique du Nord et participe avec son ami Albert Plécy (créateur à Alger du Service cinématographique des Armées) à la campagne d'Italie en 1943 où il devient l’interprète et officier de liaison du général Juin. Il est cependant hostile au général de Gaulle. Comme Albert Plécy, également associé à l'état-major et à la personne du futur maréchal Juin, Alexandre de Marenches y est blessé plusieurs fois et fait la connaissance d'une infirmière, qui devient son épouse quelques années plus tard. Étant de mère américaine, sa connaissance de l'anglais en fait un traducteur entre anglophones et français lors des réunions de la war room (entre Winston Churchill, les généraux anglophones et Charles de Gaulle). Par ailleurs via le poste de son père pendant la Première Guerre Mondiale, il connaît plusieurs militaires américains importants, ce qui renforce son rôle auprès de Juin.
En janvier 1946, il est attaché à l'état-major de la Défense nationale puis quitte l'armée française la même année.
Tout en accomplissant des périodes de réserve militaire, où il obtient les galons de colonel, il s'occupe de ses affaires, en particulier la gestion d'une entreprise familiale de fonderie. Actionnaire et animateur de la société Esthétiques nouvelles, pour la recherche sur l'image et le devenir de la photographie appliquée, fondée par Albert Plécy, 9 rue Lincoln à Paris, à proximité des Champs-Élysées, Marenches joue de ses relations mais se sert aussi de couvertures. En 1967, il est à la tête des dix personnes escortant le cercueil du maréchal Juin lors de ses funérailles.

Alexandre de Marenches est décrit par Christine Ockrent par ces termes : 

« Le comte de Marenches avait tout de l'aristocrate vieille école, parfaitement éduqué, doué d'un sens de la formule et de la politesse, s'il n'était pas prince, il avait appris à l'être. Pétri d'histoire et de culture militaire, de l'imagerie du Moyen Âge, jusqu'auquel il faisait volontiers remonter ses ancêtres, il avait gardé la prestance, la faconde et l'outrance. L'appétit, aussi, et le goût de la chevalerie. Il aimait les chevaux, les femmes, et il tolérait les hommes quand ils avaient du courage. Alexandre de Marenches était né grand, corpulent et riche dans une famille d'ancienne aristocratie qui avait su par le mariage, avant que ces alliances deviennent vulgaires, refaire fortune en Amérique (...). Marenches avait hérité, outre la fortune, une familiarité naturelle et entretenue avec les grands de ce monde. Jeune homme, il en retint le goût du conciliabule, du secret partagé entre gens de même rang, et il en conçut une forme d'impertinence. Il en garda aussi, profondément, en contrepartie de tant de privilèges, le sens du service. Formidable conteur, charmeur et brutal, féroce souvent, Alexandre de Marenches savait ce qu'il en coûtait de demeurer tel qu'en lui-même le survivant d'un autre temps et d'une culture disparue. Peu lui ressemblent qui lui succèdent. Et c'est dommage. »

### Directeur général du SDECE
Dans les années de l'après guerre, Alexandre de Marenches exagère nettement son action dans la Résistance et fréquente les associations d'anciens combattants ainsi que les clubs parisiens où il retrouve ses semblables de la noblesse et de la grande bourgeoisie. Grâce à ses relations, il entretient sa légende chez les dirigeants politiques des IVe et Ve Républiques. Il rencontre ainsi Pompidou plusieurs fois, avec qui il a des amis communs, notamment Anne-Marie Dupuy, chef de cabinet à Matignon puis à l’Élysée.
Alors que Michel Debré, ministre de la Défense nationale, voit Jean-Émile Vié aux commandes du renseignement extérieur, le beau-frère de Georges Pompidou, François Castex, souffle à ce dernier le nom de Marenches qu'il a connu au sein du corps expéditionnaire français pendant la guerre. Pierre Messmer, ancien ministre des Armées, recommande sa candidature. Celle-ci est également appuyée par Anne-Marie Dupuy, directrice de cabinet de Georges Pompidou, qui est une amie proche de Marenches depuis la campagne d'Italie durant laquelle elle était ambulancière. Si le Ministère de l'Intérieur souhaitait voir un préfet être nommé, le président Pompidou, désirant placer à la tête du renseignement un homme n'ayant aucun lien avec les services, choisit Alexandre de Marenches pour le poste.
Lors du Conseil des ministres du 14 octobre 1970, il est nommé à la direction du SDECE (qui deviendra en 1982 la DGSE), par le président de la République Georges Pompidou, remplaçant à ce poste le général Guibaud. Sa nomination est peut-être une des conséquences des affaires Ben Barka et Marković ayant impliqué les services de renseignements français[réf. nécessaire]. Sali personnellement par l'affaire Marković, Pompidou fait appel à lui pour réformer profondément le service. Toutefois Marenches, dans son livre d'entretien avec Christine Ockrent :
- nie fermement avoir été nommé à cause de l'affaire Marković, arguant du fait que celle-ci ne relève pas du SDECE[6] ;
- dit que le SDECE fonctionne très mal à l'époque ;
- souligne qu'il a ses propres affaires lui garantissant son indépendance financière et donc nie être carriériste ;
- fait état de ses relations notamment aux États-Unis et que sa maîtrise de l'anglais en font un bon candidat pour le poste.

Il prend ses fonctions le 10 novembre 1970 par un discours où il explique vouloir lancer des « réformes profondes » et « extirper les ennemis de l'intérieur ». Il commence sa mission par une purge rapide, une vingtaine de cadres et une centaine de militaires et de civils se voyant rapidement notifier de leur départ peu après sa nomination, que le cadre Henri Trautman décrit à son ami Pierre de Villemarest comme un « tourbillon épuratif qui frappe à l'aveuglette ». Il est conseillé dans ses choix de licenciement par Jean Rochet, patron de la Direction de la Surveillance du territoire (DST). Il lutte auprès de ses supérieurs hiérarchiques pour que le SDECE obtienne des augmentations de budget en vue de recruter des diplômés des grandes écoles, qu'il voit comme une façon de régénérer ses troupes et engendrer une montée en puissance du service.
Alexandre de Marenches opte pour une pratique personnelle du pouvoir. Faisant graver le logo du SDECE sur le papier à lettres du service, il y inscrit la devise de sa famille, Nox generat lumen, fait parfois attendre les ministres qu'il reçoit, ou ne prend pas leurs appels. Il s'efforce de faire connaître aux ministres et au monde du renseignement ses réformes des services de renseignement, et déjeune chaque semaine avec le directeur de cabinet de Michel Debré, Louis Saget.
Surnommé Porthos, Dagobert, Pervenche, voire « le Pachyderme » par son service, il accueille toutes les recrues, leur faisant visiter Berlin-Ouest annuellement pour qu'ils prennent conscience de l'ennemi. Ses qualités linguistiques et sa faconde lui permettent de communiquer sans difficulté avec ses homologues anglophones, et, souhaitant « faire bénéficier la France de ses relations »,, il devient l'interlocuteur privilégié de nombre de chefs d'État dans le monde et ami intime du roi du Maroc Hassan II, il est élu membre de l'Académie du royaume du Maroc. Il est également proche du chah d'Iran Mohammad Reza Pahlavi. Après l'élection de Ronald Reagan à la présidence des États-Unis d'Amérique, il serait devenu, selon le journaliste américain Colley, l'un de ses plus proches conseillers pour la conduite des affaires en Afghanistan[réf. nécessaire]. Il incarne l’alignement du renseignement français sur Washington et la CIA.
Jean-Christophe Notin conclut de ses recherches dans les archives personnelles d'Alexandre de Marenches qu'il n'a jamais, entre 1970 et 1977 au moins, ordonné une opération dite « homo », à savoir un homicide ciblé. Il dirige à partir de 1975 de grandes opérations clandestines en Afrique, notamment le renversement du président Jean-Bedel Bokassa en Centrafrique. Il entre en conflit avec Jacques Foccart[réf. nécessaire].
Ancien adjoint de François Thierry-Mieg à la section contre-espionnage du BCRA en 1943, Didier Faure-Beaulieu sera son directeur de cabinet. De 1977 à 1981, Michel Roussin lui succèdera. Marenches réorganise le service Action (branche du service composée de militaires, dédiée aux actions clandestines) et élabore une stratégie basée sur la lutte contre l'Union soviétique qu'il voit comme l'ennemi principal. Il autorise des missions de renseignement sur les communistes à la fois en dehors du territoire national et en son sein[réf. nécessaire]. Il prévient par exemple en mars 1971 le directeur de l'Institut des hautes études de Défense nationale de la présence d'opinions d'extrême-gauche parmi ses auditeurs. Estimant que les postes du SDECE derrière le rideau de fer ont un trop faible rendement, il en fera fermer la plupart, à l'exception de celui de Bucarest (Roumanie), et celui de Berlin-Ouest, bien placé pour les interceptions radio.
Ses réformes au SDECE ainsi que sa proximité avec les ministres et gouvernements successifs lui permettent d'obtenir une augmentation substantielle du budget du SDECE, passant de 35 millions de francs en 1971 (plus 35 millions de fonds secrets) à 102 millions de francs en 1974 (plus 52 millions de fonds secrets), puis à 115 millions en 1976, sans compter les fonds secrets. Grâce à cette augmentation de budget, Alexandre de Marenches engage l'aménagement du nouveau bâtiment des Tourelles, la rénovation de stations d'écoute et du camp de Cercottes. Il échoue à convaincre les présidents qu'il sert de fusionner le SDECE avec la DST, ainsi qu'à créer un Conseil de sécurité national qui superviserait tous les services de renseignement français.
Il invente le Safari Club, sorte de club rassemblant les services maghrébins, iraniens et saoudiens pour lutter contre la subversion communiste. Le SDECE est employé comme le fer de lance de la guerre souterraine contre les communistes. Marenches, de par ses origines familiales, est très à droite. Il ne comprend pas les motivations nationalistes des mouvements de libération dans les colonies, qu'il perçoit comme manipulés par Moscou. Il juge également financé par l'URSS les mouvements indépendantistes en Europe de l'Ouest (Bretagne, Corse par exemple). De même, il ne voit pas venir la révolution iranienne, conviant même son épouse à venir en voyage en Iran en 1979, et à la fin des années 1970, il perçoit l'islamisme comme un rempart utile contre le communisme.
En 1981, François Mitterrand lui propose de conserver son poste s'il venait à être élu. Si Marenches n'apprécie pas la perspective de la nomination de ministres communistes au gouvernement, c'est Jean-François Dubos, conseiller défense auprès du ministre de la Défense, qui s'oppose à sa nomination, car il le considérait comme trop marqué par Giscard, et son mandat comme trop peu fructueux pour le service. Il quitte ses fonctions le 12 juin 1981, laissant sa place à Pierre Marion. Le bilan d'Alexandre de Marenches à la tête du SDECE reste tout de même globalement positif, aucun scandale n'éclaboussant le service durant son mandat, le statut du personnel étant revalorisé, et les moyens techniques et humains considérablement accrus. Le budget à la fin du mandat de Marenches est de 400 millions de francs, contre 70 à son arrivée. Le SDECE a toutefois très peu investi dans les moyens informatiques et d'interception.

### Dernières années
Pompidou lui avait promis qu'il serait nommé au Conseil d'État quand il quitterait. Marenches l'a dit à Giscard d'Estaing. Ce dernier a respecté la promesse de Pompidou. Alexandre de Marenches est donc nommé conseiller d’État lors du Conseil des ministres du 27 mai 1981, le premier de la première présidence de François Mitterrand. Il laisse son poste à Pierre Marion et intègre le Conseil d’État le 15 septembre 1981, à la section du contentieux, 10e sous-section. Il démissionne au bout de six mois et fait valoir ses droits à la retraite à partir du 4 janvier 1982, une durée suffisante pour toucher une retraite pleine. Il se justifie en disant qu'il veut garder sa liberté.
Il continue après son départ du SDECE d'offrir conseils et services aux rois et aux princes dont il est ami. Il conseille notamment Jean-Luc Lagardère, et aide des entreprises françaises d'armement à obtenir des contrats à l'étranger.
Il publie en 1986 un livre de mémoires, Dans le secret des princes, sous la forme d'un entretien avec la journaliste Christine Ockrent. Il y explique, entre autres, que l'administration américaine de Jimmy Carter a volontairement provoqué la chute du régime du shah Mohammad Reza Pahlavi d'Iran, parce que pas assez démocrate à ses yeux. Il décrit le président américain comme un « boy-scout au visage poupin [devant] tout juste savoir où se trouve l'Iran ». Il y décrit en particulier le scénario implacable qui devait suivre l'occupation de l'Afghanistan par les Soviétiques : « le déboulé des Russes vers la mer d'Oman ». Les droits du livre sont rachetés par William Morrow aux États-Unis, géant de la littérature américaine, mais ce dernier finit par estimer que le format de la conversation ne conviendra pas au public américain. Il est donc réécrit avec un contenu revu, et s'intitule The Fourth World War (« La Quatrième Guerre mondiale »).
La publication du livre lui permet d'accéder aux médias et à la parole publique. Alexandre de Marenches crée un scandale en affirmant que la DGSE dispose de dix tonnes d'archives de la Gestapo ou de l'Abwehr datant de l'Occupation qui n'ont jamais été exploitées. Il y a eu cependant, toujours selon lui, quelques vérifications au hasard, qui ont révélé que certains Français considérés jusque là comme des Résistants bien étaient des traîtres. Des anciens des services spéciaux français affirment publiquement que ces archives avaient déjà été exploitées à la Libération,. Le gouvernement ordonne le transfert des archives en question au service historique de l’armée de terre où elles sont examinées par une commission ad hoc. Celle-ci conclut qu'il ne s'agit pas d'archives de la Gestapo ou de l'Abwehr, et qu'elles ne peuvent révéler de trahisons d'anciens Résistants. Quelques décennies plus tard, l'ancien membre de la DGSE Pierre Siramy dira avoir utilisé ces archives pour traquer Paul Touvier[réf. à confirmer].
Par ailleurs Marenches explique que l'URSS a pu récupérer beaucoup plus d'archives concernant beaucoup de pays européens. lorsqu'elle a pris possession de Berlin, ce qui lui permet de faire chanter des gens considérés comme loyaux à leur pays, peut-être Kurt Waldheim qui pendant son passage à l'ONU avait une politique plutôt à gauche.
Il est approché par un producteur pour faire un film de sa vie. Thérèse de Saint-Phalle, amie de longue date de Marenches, impose Philippe Noiret pour le rôle principal. Le projet n'aboutit cependant pas.
En 1995, il meurt au centre cardio-thoracique de Monaco d'un infarctus quelques jours avant son soixante-quatorzième anniversaire.
Il est d'abord inhumé au cimetière Nord de Dole, auprès de son père, puis sa veuve le fait exhumer et incinérer, ainsi que leur fils ; leurs cendres sont déposées dans une chapelle.

## Vie privée
En 1953, il épouse Lilian Witchell, rencontrée en 1944 alors qu'ils participent à la campagne d'Italie, où elle est infirmière du corps expéditionnaire français. Elle est née en 1924 à Saïgon de père britannique et de mère française. Elle est naturalisée française en 1932. Elle meurt à Morges (Suisse) le 23 août 2012.
Alexandre de Marenches, fils unique, eut lui même un seul garçon légitime : Anselme, né en 1956. Celui-ci meurt des suites d'un accident de mobylette survenu le 26 juin 1971 à Grasse à l'âge de 15 ans. Toutefois, Alexandre de Marenches aurait eu un enfant naturel, né dans les années 1950.
Il se définissait comme catholique.

## Dans la fiction
Dans l'ouvrage de Vladimir Volkoff Le Berkeley à cinq heures, il est représenté sous les traits d'un personnage nommé Lagardère.

## Affiliations
- Membre du Jockey Club (juin 1942)
- Membre de l'Académie du royaume du Maroc[25]

## Décorations
- Grand officier de la Légion d'honneur, nommé par Georges Pompidou, promotion du 1er janvier 1974
- Grand-croix de l'ordre du Mérite civil d'Espagne
- Ordre de l'Empire britannique à titre militaire (Officer of the British Empire)
- Chevalier de l'ordre pro Merito Melitensi (ordre souverain de Malte)

## Ouvrages
- Christine Ockrent et Alexandre de Marenches, Dans le secret des princes, Paris, Stock, 1986, 341 p. (ISBN 2-234-01879-X, BNF 34876856).
- Alexandre de Marenches, Atlas géopolitique, Paris, Stock, 1988, 217 p. (ISBN 978-2-234-02021-4, BNF 40570688).
- (en) Alexandre de Marenches et David A. Andelman (1re édition), The Fourth World War: Diplomacy and Espionage in the Age of Terrorism, William Morrow & Co, 1992 (ISBN 0-688-09218-7).